# Manuscrit de Susanne van Soldt
Le Manuscrit de Susanne van Soldt (British Library, Ms. Mus. Add. 29485) est un recueil manuscrit d'œuvres pour clavecin ou autres instruments à clavier, datant de la deuxième moitié du XVIe siècle.
Il s'agit de la seule source connue de musique néerlandaise pour clavier antérieure à Jan Pieterszoon Sweelinck et l'une des sources les plus importantes pour la musique de clavier de l'époque. Il contient trente-trois œuvres : arrangements de chansons profanes, de danses et de psaumes, populaires au XVIe siècle. Le manuscrit a été acquis par la British Library en 1873.

## Susanne van Soldt
Le recueil est composé vers 1599 pour Susanne van Soldt, née le 20 mai 1586. Elle est donc âgée d'environ treize ans à la date indiquée. 
Selon le récit conventionnel d'Alan Curtis, Susanne van Soldt est la fille de Hans van Soldt, né vers 1555, un riche marchand protestant d'Anvers. Après le sac d'Anvers par les Espagnols en 1576, Hans van Soldt se réfugie probablement à Londres, où Susanne naît et est baptisée, à l'église néerlandaise d'Austin Friars (en), le 20 mai 1586. Peu après 1605, Hans van Soldt quitte Londres avec sa famille pour Amsterdam où il apparaît en tant qu'actionnaire de la Compagnie néerlandaise des Indes orientales en 1609. Aucune trace de Susanne n'est retrouvée, mais une de ses sœurs (ou une cousine), baptisée à Londres en 1588, vit à Amsterdam au début du XVIIe siècle.
Cependant, il y a au moins trois Johannes (ou ses variantes Hans, Jan et John) à Londres à cette période et la famille van Solt/Soldt est enregistrée dans plus de douze variantes de ce nom. Selon la chronique familiale, qui commence par Paulus van Solt né en 1514, Susanne van Soldt est la fille de Johannes van Paulusz Solt/Soldt (Hans de Oude), né le 23 novembre 1550 à Anvers, et d'Elizabeth Rombouts. En 1604, Susanne épouse Pieter Loos à Amsterdam. Elle meurt fin août 1615 peu après la naissance de son troisième enfant et est enterrée au Zuiderkerk à Amsterdam. Son oncle, Jacques/Jacob van Solt/Soldt, est un peintre néerlandais connu pour ses paysages italiens. Le neveu de Susanne, Paulus van Solt/Soldt, connu aussi sous le nom de Paolo van Soldi, est un marin néerlandais dont le journal est cité dans les livres d'histoire des explorations maritimes de l'Asie et de l'Australie. Le père de Susanne, Hans De Oude (Hans le vieux) et son frère, Hans de Jonge (Hans le jeune) sont associés comme marchands de tableaux avec des artistes de renom. Les connexions de la famille avec le monde de l'art sont détaillées dans Art at auction in 17th century Amsterdam (2002) de John Michael Montias. Les écrits concernant l'histoire de la famille van Soldt sont conservés au Bureau central de Généalogie et aux Archives Groen Hart,.

## Manuscrit
Le manuscrit de Susanne van Soldt est un recueil d'œuvres pour clavecin, ou d'autres instruments à clavier, daté de 1599 et composé de trente-trois pièces notées par ou pour la jeune fille. Il est constitué d'arrangements de chansons profanes, de danses et de psaumes (selon les mélodies genevoises) qui étaient populaires au XVIe siècle. Stylistiquement cette musique appartient incontestablement à la tradition musicale des Pays-Bas. Il s'agit de la seule source connue de musique néerlandaise pour clavier antérieure à Jan Pieterszoon Sweelinck et constitue l'une des sources les plus importantes pour la musique de ce temps. Les pièces qu'il contient étaient connues sur le continent depuis peut-être 1570 ou 1580 ce qui laisse supposer que le manuscrit a pu être écrit en Flandre ou aux Pays-Bas et apporté par les parents de Susanne à la fin des années 1570 à Londres, où, plus tard, le maître de musique de Susanne a pu ajouter les pièces 30 à 33, le tableau de notation et les indications de doigtés,.
Il se compose de vingt-sept feuillets, comportant un filigrane flamand de la fin du XVIe siècle, reliés dans un volume de 28,5 × 21 cm. Deux graphies différentes se remarquent : celle d'un copiste flamand ou néerlandais, pour la plupart des pièces, et celle, anglaise et plus tardive, peut-être celle du professeur de musique de Susanne, pour quelques pièces, pour un tableau de notations sur le folio 2 et pour des indications de doigtés pour les deux premières mesures de la première pièce,.
Lorsque Hans van Soldt et sa famille ont quitté Londres, le manuscrit est probablement resté en Angleterre, bien qu'il n'y ait aucune trace de celui-ci avant 1826, date de la vente des collections de musique de Thomas Jones de Nottingham Place (en) à Londres, mort l'année précédente,,. 
Le manuscrit a été acquis par la British Library en 1873 et porte la référence Ms. Mus. Add. 29485,.

## Contenu
Dix-huit des morceaux sont des airs de danse notés pour clavier : des branles, des allemandes, des gaillardes et des pavanes. Treize sont des partitions d'airs de psaumes. Sur les trente-trois morceaux, les quatre derniers ont été rajoutés par une autre main, sans doute anglaise ; peut-être le professeur de la jeune Susanne. La copie présente les doigtés typiques du jeu sans les pouces, lesquels sont utilisés uniquement dans les accords,.
Alors que la plupart des pièces, y compris les psaumes, sont anonymes, de nombreux airs de danse franco-flamands peuvent être trouvés dans d'autres collections, notamment le Dublin Virginal Manuscript (autour de 1570). En dehors des pièces de 30, 31 et 33 écrites d'une main anglaise, il n'y a aucune trace de l'influence de la musique anglaise de l'époque. Les psaumes à quatre parties sont les plus anciennes notations pour clavier connues du psautier néerlandais et sont de haute qualité,.
| no | folio | titre                                                                                              | compositeur         | forme ou texte                                                         | note |
| -- | ----- | -------------------------------------------------------------------------------------------------- | ------------------- | ---------------------------------------------------------------------- | --- |
| 1  |       | Brande Champanje                                                                                   |                     | branle                                                                 | |
| 2  |       | Almande de symmerman                                                                               |                     | allemande                                                              | Allemande le Charpentier |
| 3  | 4     | Almande de La nonette                                                                              |                     | allemande                                                              | Il subsiste plus de deux-cents versions de ce thème. En Allemagne la mélodie est liée au texte Ich ging einmal spazieren et au choral Von Gott will ich nicht lassen, en Angleterre à la Queen's Alman (William Byrd), en France à la chanson Une jeune fillette (Jehan Chardavoine, 1576, Eustache Du Caurroy, Alessandro Piccinini ou John Dowland) et en Italie à la Monica ou Monicha (Frescobaldi) avec le texte Madre non mi far monaca, où une jeune femme est forcée à devenir nonne contre son gré. Le titre de nonette se trouve chez Emanuel Adriaenssen (1584). |
| 4  |       | De frans galliard                                                                                  |                     | gaillarde                                                              | |
| 5  |       | Galliarde quÿ passe                                                                                | William Byrd ?      | gaillarde                                                              | |
| 6  |       | Myn siele Wylt den Herre met Lof sanch Prijsen, 103 sallem                                         |                     | Psaume 103                                                             | |
| 7  |       | Als een Hert gejacht, den 42 sallem                                                                |                     | Psaume 42                                                              | |
| 8  |       | Myn God Voet mij als myn Herder ghepressen, 23 sallem                                              |                     | Psaume 23 : Le Seigneur est mon berger, je ne serai pas dans le besoin | mode dorien transposé en sol majeur |
| 9  |       | Wt de diepte o Heere, 130 sallem                                                                   |                     | Psaume 130                                                             | |
| 10 | 7     | Susanna Vung Jour                                                                                  | Roland de Lassus    | chanson                                                                | |
| 11 |       | Pavana Bassano                                                                                     | Bassano             | pavane                                                                 | |
| 12 |       | Galliarde Bassani                                                                                  | Bassano             | gaillarde                                                              | |
| 13 |       | Almande Brun Smeedelyn, Reprynse Brun Smeedelyn                                                    | anonyme néerlandais | allemande                                                              | La mélodie « Bruynsmedelijn », d'origine flamande et connue en Italie sous le titre de Basse flamande. Il existe une allemande bâtie sur ce thème dans le Dublin Virginal Manuscript (no 19) et Byrd la cite dans sa fantaisie sur l'hexacorde, Ut Re Mi Fa Sol La (BK 64). De son côté Girolamo Frescobaldi en tire son Capriccio sopra la Bassa fiammenga (1624). |
| 14 |       | Almande prynce                                                                                     |                     | allemande                                                              | |
| 15 |       | Almande de amour                                                                                   |                     | allemande                                                              | |
| 16 | 13v   | Almande                                                                                            |                     | allemande                                                              | en ré majeur |
| 17 | 14v   | Brabanschen ronden dans opte Brand                                                                 |                     | branle                                                                 | |
| 18 |       | Ontfarmt V over mij arme Sondaer, den 51 sallem / Ich bydde V Helpt mij o God, den 69 sallem       |                     | Psaumes 51 et 69                                                       | |
| 19 |       | Pavane dan Vers                                                                                    |                     | pavane                                                                 | Pavane d'Anvers |
| 20 |       | Tobyas om stervengheneghen                                                                         |                     |                                                                        | |
| 21 |       | Almande trycottee                                                                                  |                     | allemande                                                              | |
| 22 | 20v   | De quadre pavanne                                                                                  | John Dowland ?      | pavane                                                                 | L'attribution à Dowland sur le manuscrit, est une erreur. |
| 23 |       | De quadre galliard                                                                                 | John Dowland        | gaillarde                                                              | |
| 24 |       | Heer zich Wil U Wt's Herten gront, den 9 sallem                                                    |                     | Psaume 9                                                               | |
| 25 |       | Ghij Volcheren des aertrijcx al, den 100 sallem                                                    |                     | Psaume 100                                                             | |
| 26 |       | Bewaert mij Heer Weest doch myn toeverlaet, den 16 sallem                                          |                     | Psaume 16                                                              | |
| 27 |       | Des boosdoenders Wille seer quaet, den 36 sallem / Staet op Heer toont V onverzacht, den 68 sallem |                     | Psaumes 36 et 68                                                       | |
| 28 |       | Godt die der goden Heer is sprechen sal, den 50 sallem                                             |                     | Psaume 50                                                              | |
| 29 |       | Ghij Herder Israels Wylt Hooren, den 80 sallem                                                     |                     | Psaume 80                                                              | |
| 30 |       | Preludium                                                                                          | John Bull           | prélude                                                                | en sol majeur |
| 31 |       | [sans titre]                                                                                       |                     |                                                                        | en sol majeur |
| 32 |       | Allemande Loreyne                                                                                  |                     | allemande                                                              | |
| 33 | 25v   | Pavane Prymera                                                                                     |                     | pavane                                                                 | |

## Éditions
- Calvert Johnson (éd.), Susanne van Soldt Klavierboek - coll. Annotated performer's édition, no 8 Éd. Wayne Leupold 2012, p. 103[8],[9].
- Alan Curtis (éd.), Monumenta Musica Neerlandica Vol. 3 - Nederlandse Klaviermuziek, Musique néerlandaise pour clavier des 16e et 17e siècles - Verniging Voor Nedelandsz Muziekgeschiedenis, Amsterdam 1961.

Pièces extraites de divers manuscrits : Susanne van Soldt manuscript, Leningrad manuscript, Camphuysen manuscript et Gresse manuscript.

## Discographie
- The Susanne van Soldt Virginal Book - Guy Penson (juin 2007 - Ricercar RIC264[10],[11])

Guy Penson joue un virginal moeder & kind, qui contient un autre clavier.
- Manuscrit Susanne van Soldt - Danses, chansons & psaumes des Flandres, 1599 - Ensemble Les Witches, Odile Edouard, violon ; Claire Michon, flûtes et tambour à cordes ; Sylvie Moquet, basse de viole ; Pascale Boquet, luth, guiterne ; Freddy Eichelberger, orgue, cistre, muselardon (novembre 2007, Alpha 526[12],[13],[14])

Seize pièces : nos 1, 3, 4, 7 à 10, 13, 17, 19, 24, 29 à 32.
- The harpsichord in the Netherlands : 1580-1712 - Bob van Asperen, clavecin Ruckers 1640 (juin 1990, Sony "Vivarte")

Trois pièces : nos 1, 10 et 17. Mais aussi Pieter Bustijn, Anthoni et Sybrant van Noordt, Jan Pieterszoon Sweelinck et Jan Adam Reincken.